# Gaten Matarazzo
Gaetano John „Gaten” Matarazzo III (ur. 8 września 2002 w Little Egg Harbour) – amerykański aktor i piosenkarz.

## Życiorys
Urodził się w Little Egg Harbour w stanie New Jersey. Ma starszą siostrę i młodszego brata. Jest pochodzenia włoskiego. Ma dysplazję obojczykowo-czaszkową (CCD), z tego powodu używa protezy zębowej.
Swoją karierę rozpoczął na Broadwayu jako Benjamin w musicalu Priscilla, królowa pustyni oraz jako Gavroche w Les Misérables. Aktualnie występuje w roli Dustina w serialu Stranger Things oraz jest głównym wokalistą zespołu indierockowego Work In Progress.

## Filmografia
- 2015: Czarna lista (The Blacklist) jako Finn
- 2016: Stranger Things jako Dustin Henderson
- 2017: Niemożliwe (Ridiculousness) jako on sam
- 2017: Lip Sync Battle jako on sam
- 2019: Angry Birds 2 jako Bubba
- 2019: Prank Encounters jako on sam

## Nagrody
| Rok  | Nagroda                           | Kategoria                                                                                | Film            | Wynik     |
| ---- | --------------------------------- | ---------------------------------------------------------------------------------------- | --------------- | --------- |
| 2017 | Young Artist Award                | Najlepszy występ w serialu telewizyjnym lub filmie – nastoletni aktor                    | Stranger Things | Nominacja |
| 2017 | Nagroda Gildii Aktorów Ekranowych | Wybitny występ zespołu aktorskiego w serialu dramatycznym                                | Stranger Things | Wygrana   |
| 2017 | Shorty Awards                     | Najlepszy aktor                                                                          | Stranger Things | Wygrana   |
| 2018 | Nagroda Gildii Aktorów Ekranowych | Wybitny występ zespołu aktorskiego w serialu dramatycznym                                | Stranger Things | Nominacja |
| 2018 | MTV Movie Award                   | Najlepszy ekranowy zespół (z Finn Wolfhard, Caleb McLaughlin, Noah Schnapp i Sadie Sink) | Stranger Things | Nominacja |
| 2019 | Teen Choice Award                 | Choice Summer TV Actor                                                                   | Stranger Things | Nominacja |